# Реке, Иоганн фон дер
Иоганн фон дер Реке (1480 — 18 мая 1551) — ландмейстер Тевтонского ордена в Ливонии (1549—1551).

## Биография
Он происходил из вестфальского рыцарского рода, в котором традиция пополнения рядов Ордена прослеживается с конца XIV до первой половины XVI вв. В 1531—1535 годах занимал должность комтура Мариенбурга. В 1535 году Иоганн фон дер Реке был назначен комтуром замка Феллин). В 1541 году ливонский магистр Герман фон Брюггеноэ (1535—1549) назначил Иоганна фон дер Реке своим коадъютером (заместителем). В феврале 1549 года после смерти Германа фон Брюггеноэ Феллинский комтур Иоганн фон дер Реке был избран новым ландмейстером Тевтонского Ордена в Ливонии.
Когда Иоганн фон дер Реке вступил в должность ландмайстера, он и после этого продолжал управлять непосредственно Феллинской областью, усилив контроль этой территории своих доходов. Его же двоюродный брат Йодок фон дер Реке стал дерптским епископом (1544—1551) после смерти Иоганна Бея, когда Иоганн фон дер Реке был ещё коадъютором.